# Басра (област)
Басра или Ал Басра е една от 18-те административни области в Ирак. Административният ѝ център е Басра – най-големият град в Южен Ирак. Областта граничи с Кувейт на юг и с Иран на изток. Площта ѝ е 19 070 км2 а населението – 2 908 491 души (по оценка от юли 2018 г.).
По времето на Османската империя област Басра включва Кувейт. След поражението на Османската империя през Първата световна война Великобритания събира старите османски провинции Басра, Багдад и Мосул и така формира държавата Ирак, която контролира чрез мандат на Обществото на народите (малко преди избухването на Първата световна война Кувейт става британски протекторат).